# Scopesis obscura
Scopesis obscura là một loài tò vò trong họ Ichneumonidae.